# The Dream of the Blue Turtles
The Dream of the Blue Turtles—en español «El sueño de las tortugas azules»— es el nombre del álbum de estudio debut como solista grabado por el cantante y músico británico Sting, lanzado el 1.º de junio de 1985 por el sello discográfico A&M Records. Alcanzó el puesto número tres del UK Albums Chart y el número dos del US Billboard 200.

## Lista de canciones
| The dream of the blue turtles |                                      |                          |          |  |
| N.º                           | Título                               | Escritor(es)             | Duración |  |
| 1.                            | «If You Love Somebody Set Them Free» | Sting                    | 4:14     |  |
| 2.                            | «Love Is the Seventh Wave»           | Sting                    | 3:30     |  |
| 3.                            | «Russians»                           | Serguéi Prokófiev, Sting | 3:57     |  |
| 4.                            | «Children's Crusade»                 | Sting                    | 5:00     |  |
| 5.                            | «Shadows in the Rain»                | Sting                    | 4:56     |  |
| 6.                            | «We Work the Black Seam»             | Sting                    | 5:40     |  |
| 7.                            | «Consider Me Gone»                   | Sting                    | 4:21     |  |
| 8.                            | «The Dream of the Blue Turtles»      | Sting                    | 1:15     |  |
| 9.                            | «Moon over Bourbon Street»           | Sting                    | 3:59     |  |
| 10.                           | «Fortress Around Your Heart»         | Sting                    | 4:39     |  |

## Personal
- Sting – voces, guitarra, teclado y bajo en "Moon Over Bourbon Street"
- Kenny Kirkland – teclados
- Branford Marsalis – saxo soprano, saxo tenor, percusión
- Darryl Jones – bajo
- Omar Hakim – batería
- Dolette McDonald – coros
- Janice Pendarvis – coros

### Personal adicional
- Robert Ashworth – guitarras adicionales
- Danny Quatrochi – Synclavier, coros adicionales
- Eddy Grant – congas (en 7)
- Frank Opolko – trombón (en 2)
- Pete Smith – coros
- Elliot Jones – coros
- Jane Alexander – coros
- Vic Garbarini – coros
- Pamela Quinlan – coros
- The Nannies Chorus – coros
- Rosemary Purt – coros
- Stephanie Crewdson – coros
- Joe Sumner – coros
- Kate Sumner – coros
- Michael Sumner – coros

### Producción
- Pete Smith – ingeniero, productor
- Sting – productor
- Jim Scott – ingeniero
- Bob Ludwig – mastering en Masterdisk (New York, NY).
- Max Vadukul – fotografía
- Danny Quatrochi – fotografía
- Michael Ross – dirección de arte y diseño
- Richard Frankel – dirección de arte y diseño